# Festival Internacional de la Canción de Viña del Mar 1960
Il primo festival de la canción de Viña del Mar si tenne a Viña del Mar dal 21 al 28 febbraio 1960 e fu vinto da Mario del Monte con Viña del Mar scritta da José Goles e Manuel Lira.
Tutte le canzoni in concorso furono interpretate da Mario del Monte e Gino del Solar.